# Mohamed Imtiyas
Mohamed Imtiyas (* 12. Februar 1989 in Kalubowila) ist ein sri-lankischer Fußballspieler. Der Verteidiger spielt mindestens seit der Saison 2008/09 beim sri-lankischen Verein Renown SC Colombo. Außerdem absolvierte er mindestens zwei Einsätze für die sri-lankische Fußballnationalmannschaft.